# Aeons in Sodom
Aeons in Sodom är det norska black metal-bandet Urgehals sjunde studioalbum, utgivet 2016 av skivbolaget Season of Mist Underground Activists.

## Låtlista
1. "Dødsrite" – 1:15
2. "The Iron Children" – 4:40
3. "Blood of the Legion" – 4:35
4. "The Sulphur Black Haze" – 3:10
5. "Lord of Horns" – 4:19
6. "Norwegian Blood and Crystal Lakes" – 4:00
7. "Thy Daemon Incarnate" – 5:34
8. "Endetid" – 5:20
9. "Psychedelic Evil" – 6:20
10. "Woe" (instrumental) – 2:36
11. "Funeral Rites" (Sepultura-cover) – 4:33
12. "Twisted Mass of Burnt Decay" (Autopsy-cover) – 2:21

- Text: Trondr (spår 1, 2, 4, 6, 9), M. Shax (spår 3, 5), Sorath Northgrove (spår 7), Nattefrost (spår 8)
- Musik: Trondr (spår 2, 4, 6, 9), Enzifer (spår 3, 5, 7, 8)

## Medverkande
Musiker (Urgehal-medlemmar)
- Trondr Nefas (Trond Bråthen) – sologitarr
- Enzifer (Thomas Søberg) – rytmgitarr, basgitarr
- Uruz (Jørn Folkedal) – trummor

Bidragande musiker
- Nocturno Culto – sång (spår 2)
- M. Sorgar (Morten Kaalhus) – sång (spår 3), sångtexter (som M. Shax)
- Byron Braidwood – sologitarr (spår 3)
- Hoest (Ørjan Stedjeberg) – sång (spår 4)
- Mannevond (Lloyd Hektoen) – sång (spår 5), basgitarr (spår 12)
- Malphas (Thomas Myrvold) – sologitarr (spår 5, 12)
- Niklas Kvarforth – sång (spår 6)
- Sorath Northgrove (Brede Norlund) – sång, sångtext (spår 7)
- Nattefrost (Roger Rasmussen) – sång, sångtext (spår 8)
- Skyggen (Błażej Kazimierz Adamczuk) – sologitarr (spår 8)
- Nag (Jan-Erik Romøren) – sång (spår 9)
- Lars Fredrik Frøislie – keyboard (spår 10)
- Bay Cortez – sång, basgitarr (spår 11)
- Rick Cortez – sologitarr (spår 11)
- R.M. – sång (spår 11)

Produktion
- Endre Kirkesola – ljudtekniker, ljudmix, mastering
- Uruz – ljudtekniker
- L.F.F. (Lars Fredrik Frøislie) – ljudtekniker
- Ove Husemoen – ljudtekniker
- Graham Waller – ljudtekniker
- Voidar (Vidar Ermesjø) – ljudtekniker
- Raduta Calin – omslagskonst
- Stian Simensen – logo
- R.M. – foto
- Sorath Northgrove – foto
- Jørn Veberg – foto